# Faustinus und Jovita

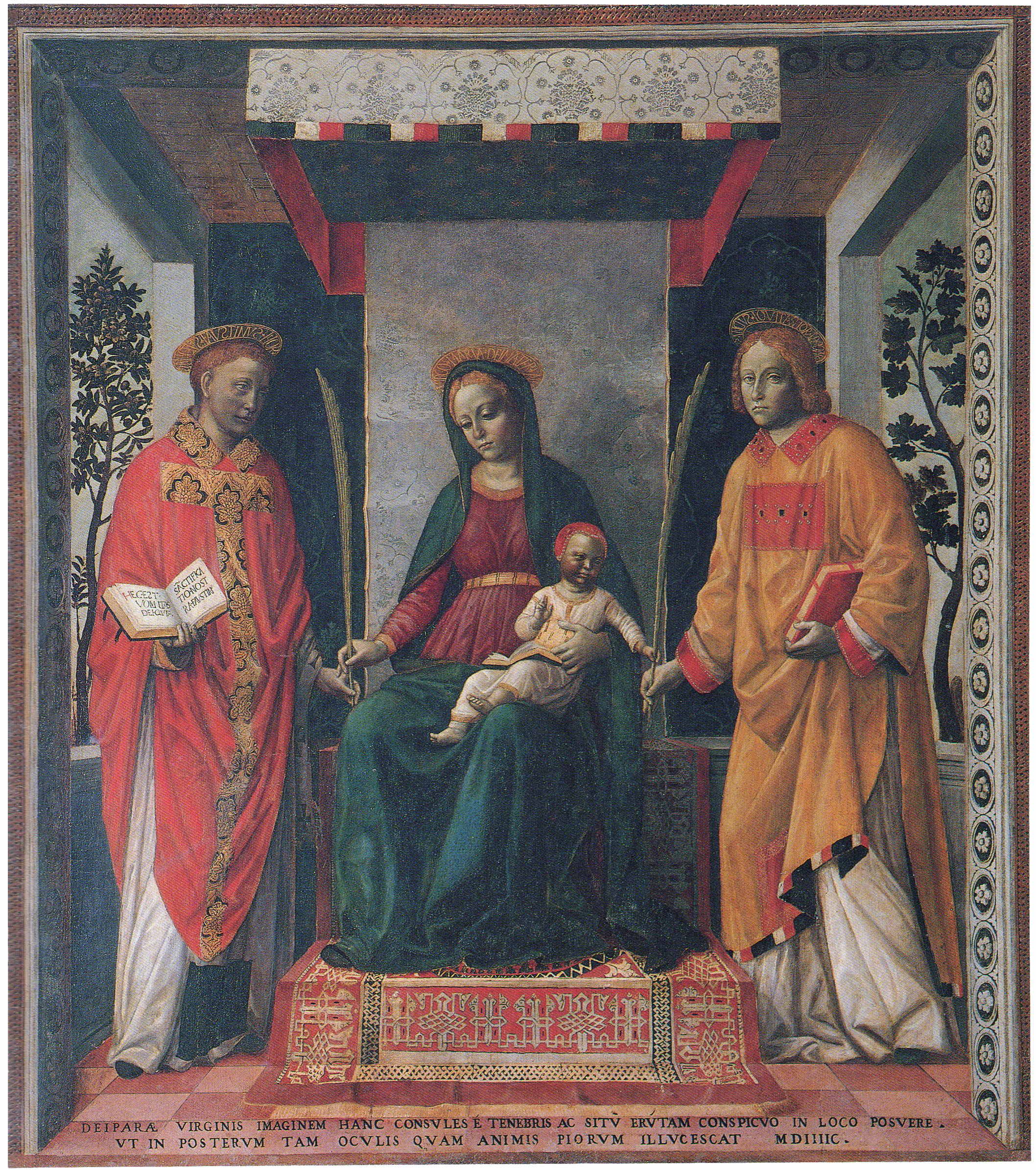
Faustinus und Jovita

Faustinus und Jovita waren Brüder, die der legendarischen Überlieferung zufolge im 2. Jahrhundert in Brescia wegen ihres christlichen Glaubens hingerichtet wurden und seitens der katholischen Kirche als Märtyrer und Heilige verehrt werden.

## Legende
Faustinus und Jovita – eigentlich ein Frauenname, der in den Handschriften auch in der Namensform Jovinus überliefert ist – entstammten laut ihrer Ende des 8. oder Anfang des 9. Jahrhunderts verfassten Legende dem Patriziat der norditalienischen Stadt Brescia (lateinisch Brixia). Der Bischof der Stadt, Apollonius, habe aufgrund ihres christlichen Eifers Faustinus zum Priester und Jovita zum Diakon bestimmt. Wegen ihrer furchtlos öffentlich vorgetragenen Predigten des Evangeliums ließ ein comes namens Italicus sie festnehmen und verklagte sie beim gerade anwesenden Kaiser Hadrian. Nach Streitgespräch und Wunderwerk der beiden Heiligen sowie der Weigerung, den Göttern zu opfern, verurteilte sie der Kaiser zu den wilden Tieren, was sie unbeschadet überstanden. Tausende Zuschauer im Amphitheater, dem Ort der Vollstreckung, ließen sich hierdurch zum Christentum bekehren, darunter auch Afra, die Frau des Italicus, und ein Soldat des Kaisers namens Calocerus. Als Faustinus und Jovita auch am nächsten Tag sich weigerten, den römischen Göttern zu opfern, sollten sie den Feuertod sterben, doch überstanden sie auch das unversehrt. Darauf wurden sie samt dem mittlerweile ebenfalls verhafteten Calocerus nach Mailand verbracht. Nach der neuerlichen Weigerung, den Göttern zu opfern, wurde ihnen mittels Röhren flüssiges Blei eingeflößt, was keine Wirkung zeigte. Nun wurden sie zunächst nach Rom, dann nach Neapel gebracht, wo sie weitere Folter überstanden und Wunder vollbrachten. Schließlich habe der erboste Hadrian sie nach Brescia schaffen und dort enthaupten lassen. 
Direkt mit der Legende der beiden Märtyrer verbunden sind die Legenden zu weiterer Heiligen und Märtyrer, vor allem zum heiligen Calocerus von Brescia, der wie Faustinus und Jovita Soldat war. Über diesen traten die Legenden des heiligen Secundus von Asti und des heiligen Martianus von Tortona in den Themenkreis um Faustinus und Jovita. Schließlich ist die Legende der heiligen Afra von Brescia nur im Rahmen der Erzählungen über Faustinus und Jovita überliefert.
Die Bollandisten datierten das Martyrium auf das Jahr 120; Paul Allard nahm hingegen das Jahr 118 an, während Fedele Savio die Geschehnisse vor das Jahr 122 datierte. Heute wird der Überlieferung kein historischer Wert mehr beigemessen.

## Verehrung
Im Jahr 225 soll zu Ehren der beiden ein Altar errichtet worden sein, im Jahr 246 folgte ein Oratorium. Der heilige Faustinus von Brescia, Bischof der Stadt im 4. Jahrhundert und angeblicher Nachfahre des Märtyrers Faustinus, soll lokaler Tradition zufolge die Märtyrerakten der Brüder zusammengestellt haben. Der Reliquienkult setzte im 8. Jahrhundert ein; 806 wurden die Gebeine in die neuerbaute Kirche des Hl. Faustinus major transferiert. Im Jahr 1152 wurde den Heiligen eine eigene Kirche geweiht, in der im Jahre 1223 ihre Reliquien beigesetzt wurden. Auch in Bologna, Verona und Rom werden Reliquien der beiden Heiligen verehrt.
Gedenktag der Heiligen ist der 15. Februar. Sie sind Stadtpatrone von Brescia.

## Identität
Zweifel an dem Wahrheitsgehalt der Märtyrergeschichte von Faustinus und Jovita meldete der Jesuit und Bollandist Fedele Savio an, der bis auf die reine Existenz der Personen und die Tatsache des Martyriums sämtliche Details, die in den Acta überliefert sind, bezweifelte. Dazu trugen auch die Namenswidersprüche bei: Während die Passio aus dem 9. Jahrhundert Faustina und Jovita als Brüder bezeichnet, sieht das gleichzeitige Martyrologium des Usuard Jovita als Jungfrau. Andreas Merkt und andere Kirchenhistoriker sehen eine Identität der beiden mit Faustinianus und Juventia, die im Martyrologium Hieronymianum zum 16. Februar als Heilige verehrt werden. 1969 nahm die katholische Kirche die beiden aus ihrem offiziellen Heiligenkalender, da ihre Märtyrerakten vollständig erdichtet seien und Jovita als Diakon behandelten, obwohl sie eine Frau gewesen sei.